# U.S. Clay Court Championships 1975
U.S. Clay Court Championships 1975 - чоловічий і жіночий тенісний турнір , що проходив на відкритих кортах з ґрунтовим покриттям у Індіанаполісі (США). Належав до серії Grand Prix. Відбувсь усьоме і тривав з 4 серпня до 11 серпня 1975 року. Третій сіяний Мануель Орантес переміг в одиночному розряді серед чоловіків і отримав 16 тис. доларів, а в жіночому одиночному розряді перемогу здобула Кріс Еверт.

## Фінальна частина

### Одиночний розряд, чоловіки
Мануель Орантес —  Артур Еш 6–2, 6–2
- Для Орантеса це був шостий титул за сезон і 17-й - за кар'єру.

### Одиночний розряд, жінки
Кріс Еверт —  Діанне Фромгольтц 6–3, 6–4

### Парний розряд, чоловіки
Хуан Хісберт /  Мануель Орантес —  Войцех Фібак /  Ганс-Юрген Поманн 7–5, 6–0

### Парний розряд, жінки
Фіорелла Боніселлі /  Isabel Fernández —  Жель Шанфро /  Джулі Гелдман 3–6, 7–5, 6–3